# Bajos de Haina
Prov
Bajos de Haina (eller bara Haina) är en kommun och stad i södra Dominikanska republiken, vid kusten mot Karibiska havet. Den är belägen i provinsen San Cristóbal, strax sydväst om huvudstaden Santo Domingo. Kommunen har cirka 124 000 invånare. Vid folkräkningen 2010 bodde 67 117 invånare i centralorten.
Bajos de Haina räknades 2006 som en av de tio mest förorenade platserna i världen, ett problem som antas härröra från en numera stängd anläggning som återvann bilbatterier, och staden uppvisade enligt FN den högsta nivån i världen när det gäller blyförgiftning hos befolkningen.

## Kända personer
- Matty Alou, basebollspelare[5]